# 白いバラ

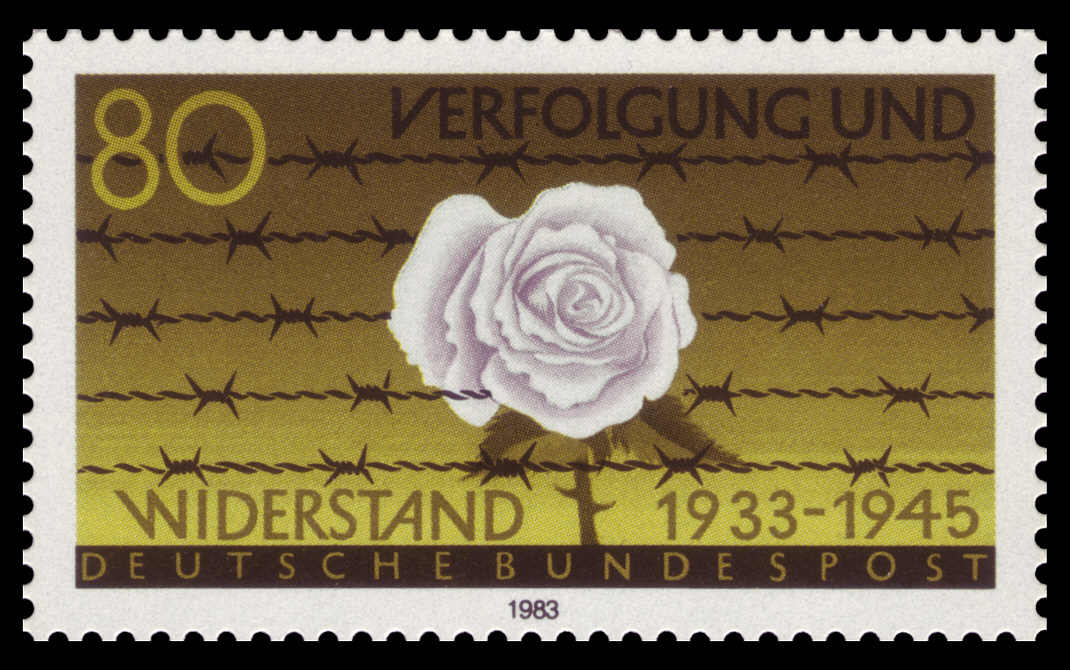
1983年に西ドイツで発行された、白いバラの40周年記念切手

白いバラ（しろいバラ、Die Weiße Rose）は、第二次世界大戦中のドイツにおいて行われた、非暴力主義の反ナチ運動。ミュンヘンの大学生であったメンバーは、1942年から1943年にかけて6種類のビラを作成した。その後、グループはゲシュタポにより逮捕され、首謀者とされるハンス・ショルほか5名がギロチンで処刑されたため、7種類目の印刷がおこなわれることはなかった。彼らの活動を描いた映画が戦後何度かドイツで作られ、反ナチ抵抗運動として、国際的に知られている。
日本では、白バラあるいは白バラ抵抗運動などとも呼ばれる。

## 活動と経過

### 背景
白いバラは、ミュンヘン大学の学生で構成されていた。ハンス・ショルと、その妹ゾフィー・ショルを筆頭に、他にもクリストフ・プロープスト、ヴィリー・グラーフ、アレクサンダー・シュモレルの3人の学生、およびクルト・フーバー教授らが活動に参加していた。
白いバラに参加した学生は、フランス侵攻、東部戦線に従軍したドイツ陸軍の帰還兵であった。ドイツ青年運動に影響を受けたと考えられており、ハンス・ショルとプロープストはそのメンバーである。彼らは、ポーランドのユダヤ人居住地区の状況や、東部戦線における惨状を目にして、この戦争を受け入れることができず、さらにスターリングラードの戦いにおけるドイツ国防軍の敗退によりドイツの敗北を予感した。彼らはナチスのヨーロッパ支配を否定し、キリスト教の忍耐と正義を信奉していた。聖書、老子、アリストテレス、ノヴァーリス、ゲーテ、シラーなどからの引用が見られ、ドイツの知識階級の典型を表している。リーフレットは当初、バイエルン、オーストリアなど南ドイツを拠点に配布された。これは、反全体主義のメッセージは南部において、より受け入れられやすいと考えていたためである。
グループは、1942年6月から7月にかけて4種類のビラを作成し、郵便などで配布した。1943年に入ると、1月に5種類目のビラ「全ドイツ人への訴え」を作成して各地で配布した。さらに、スターリングラード攻防戦における1月末のドイツ軍降伏を受け、2月に6種類目のビラ「学友へ」が作成された。いずれのビラも平易なドイツ語で書かれており、グループが広くドイツ国民に訴えかけようとしていたことが分かる。

### 逮捕と処刑
6種類目のビラは、2月14日と16日の夜にミュンヘン市内でまかれたが、かなり残っていたため、ミュンヘン大学でまくことにした。2月18日11時前に、兄妹は大学へ行き、閉まっている講義室の前と廊下にビラを置き、最後に残ったビラを持って3階に行き、ゾフィーが吹き抜けにばらまいた。この時　彼女はナチス党員である大学職員ヤーコプ・シュミットに発見され、ハンスとともにその場で拘束されてゲシュタポに引き渡された。この日は、ヨーゼフ・ゲッベルスによる総力戦演説が行われていた。翌日にはプロープストも逮捕され、残っている尋問記録から、ショル兄妹が2人で責任をとり、プロープストを守ろうとしたことが分かっている。
ショル兄妹とプロープストの裁判は2月22日に行われ、ローラント・フライスラーが裁判長を務める人民法廷（ドイツ民族裁判所）で反逆罪により有罪となり、死刑の判決を受けた。
その後、シュモレル、グラーフとフーバー教授も逮捕されて4月19日に死刑判決が下り、シュモレルとフーバー教授は7月13日に、グラーフは10月12日に処刑された。他にも、ビラの印刷や配布を助けたり、プロープストの未亡人・孤児へ援助を与えたりした者たちが逮捕され、6か月から10年の懲役に処せられた。
ハンス・ショルは処刑前、囚人房の壁にゲーテの詩の一節 »Allen Gewalten/ Zum Trutz sich erhalten ≪（仮訳「あらゆる暴力に毅然と抵抗する」）を鉛筆で書きつけた。

### 戦後

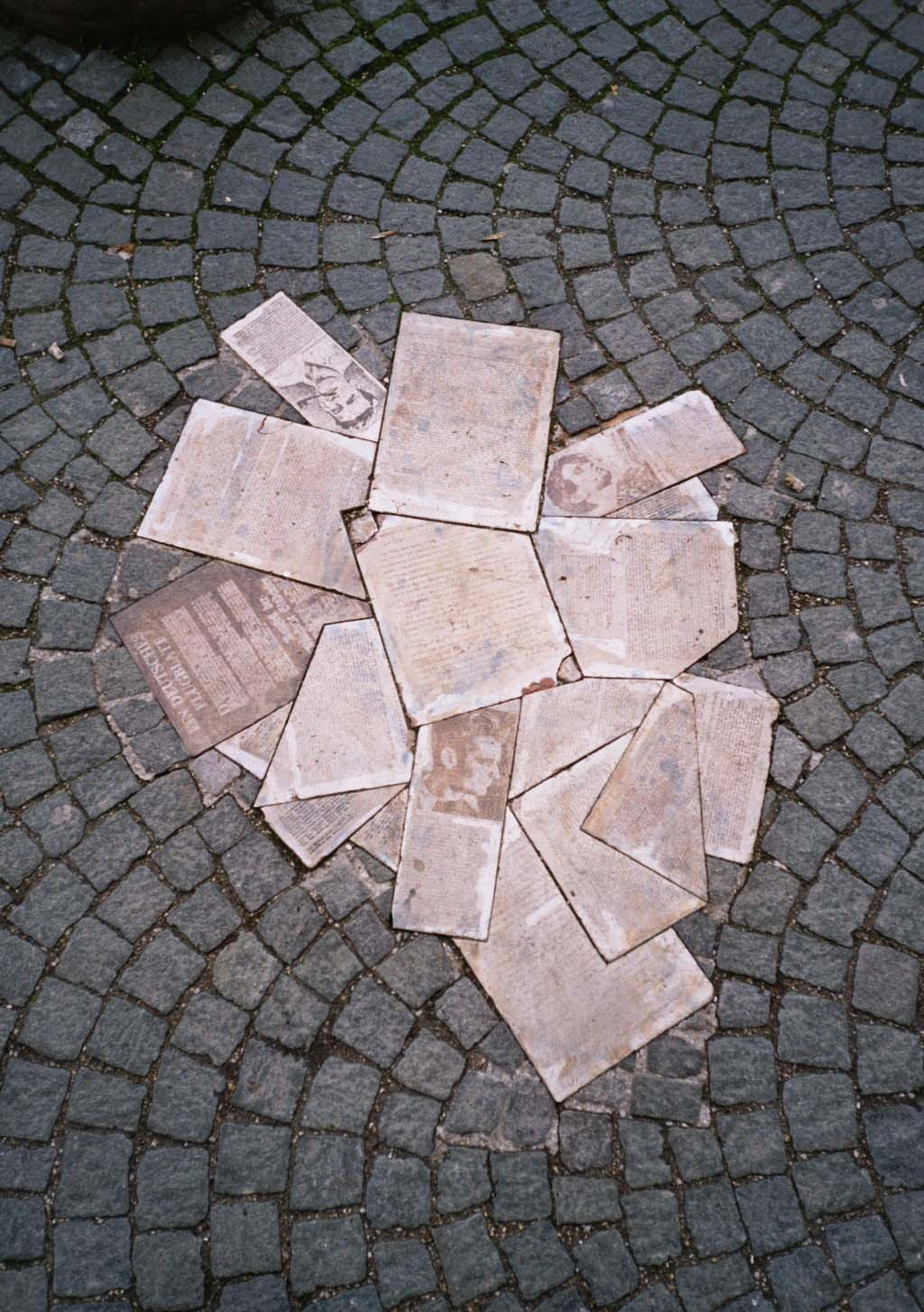
ミュンヘン大学前の路面に作られた、ビラを模した記念碑

作曲家カール・オルフが連合国の尋問に対して、自身がグループの創設者の一人であったと述べたことで活動が知られるようになったが、英国の映画監督トニー・パーマーのドキュメンタリー　”O Fortuna” (2008年）の中で　フーバー教授の妻は、オルフは教授の友人ではあったが、政治に関心を持つことはなく、白いバラ活動には関わりを持たなかったと語る。フーバーが逮捕されたことを知ると、フーバーとの関わりを絶ったともいう。
一方、白いバラのメンバーを裁いた人民法廷のローラント・フライスラーは、1945年2月3日のアメリカ軍によるベルリン空襲によって死亡した。ショル兄妹を取り押さえた大学職員のヤーコプ・シュミットは、3,000マルクの報奨金を与えられて昇任していたが、敗戦後、アメリカ軍に逮捕されて5年の刑を受け、公職から追放された。シュミットは服役中に「職務を果たしただけだ」と主張して、恩赦を2回嘆願したが認められず、刑期を終えて1951年に出所した。
ドイツ各地に、ショル兄妹の名が付けられた広場や通りがある。国内の学校で最も多い校名は "Geschwister-Scholl-Schule"（ショル兄妹学校）である。ミュンヘン大学の大講堂がおかれている一角は、兄妹にちなんだ "Geschwister-Scholl-Platz"（ショル兄妹広場）、隣接する広場は "Professor-Huber-Platz"（フーバー教授広場）と名付けられている。1968年に、ミュンヘン大学に設置された政治学の研究所は、Geschwister-Scholl研究所と命名された。1980年からは、バイエルン州出版協会とミュンヘン市がショル兄妹賞を設立し、兄妹の考えであった自由、市民、道徳、知的な勇気などに関連する出版物を表彰している。
メンバーの1人で、シュモレルとともに逮捕されたトラウテ・ラフレンツは、裁判直前の1945年4月に収容所が連合軍によって解放され、一命を取り留めている。戦後アメリカに渡って医師となった。100歳であった2019年にドイツ連邦共和国功労勲章を拝受し、2023年3月6日、103歳という大変な長寿を全うした。彼女の死を以てメンバー全員がこの世を去ったとされる。
2021年5月9日、 南西ドイツ放送局とバイエルン放送局は、ゾフィー誕生100周年を記念して、彼女の活動をドラマチックに再現する番組を放送し、Instagram（@ichbinsophiescholl）は多くの人々にフォロされた。

## 文献

### 当事者の執筆
- ハンス・ショル、ゾフィー・ショル 著、山下公子 訳、インゲ・イェンス 編『白バラの声 : ショル兄妹の手紙』新曜社、1985年。

### その他
- Inge Scholl: Die weiße Rose. Gekürzt und erläutert von Mineo Osawa（大沢峯雄編注）、同学社、1962年、15版　1985年。
- インゲ・ショル 著、内垣啓一 訳『白バラは散らず : ドイツの良心ショル兄妹』未來社、1964年。ISBN 978-4624110130。
- C・ペトリ 著、関楠生 訳『白バラ抵抗運動の記録 : 処刑される学生たち』未來社、1971年。ISBN 978-4624110796。
- クラウス・フィールハーバー他 編『権力と良心 : ヴィリー・グラーフと白バラ』未來社、1973年。
- ヘルマン・フィンケ 著、若林ひとみ 訳『ゾフィー21歳 : ヒトラーに抗した白いバラ』草風館、1982年。
- ヘルマン・フィンケ 著、若林ひとみ 訳『白バラが紅く散るとき : ヒトラーに抗したゾフィー21歳』講談社、1986年。ISBN 978-4061838420。（『ゾフィー21歳』 (草風館1982年刊) の改題改訂版）
- 山下公子『ミュンヒェンの白いバラ : ヒトラーに抗した若者たち』筑摩書房、1988年。ISBN 978-4480854575。
- 関楠生『白バラ : 反ナチ抵抗運動の学生たち』清水書院、1995年。ISBN 978-4389411244。
- M.C.シュナイダー、W.ズュース 著、浅見昇吾 訳『白バラを生きる : ナチに抗った七人の生涯』未知谷、1995年。ISBN 978-4915841248。
- フレート・ブライナースドルファー 著、瀬川裕司、渡辺徳美 訳『白バラの祈り : ゾフィー・ショル、最期の日々（オリジナル・シナリオ）』未來社、2006年。ISBN 4-624-70087-2。
- フレート・ブライナースドルファー 編、石田勇治、田中美由紀 訳『「白バラ」尋問調書 : 『白バラの祈り』資料集』未來社、2007年。ISBN 978-4-624-11196-0。
- 早乙女勝元『「白バラ」を忘れない―反戦ビラの過去と今と』草の根出版会、2009年。ISBN 978-4876482542。

## 映画
- ミヒャエル・フェアヘーフェン (Michael Verhoeven) 監督『白バラは死なず』(Die Weiße Rose)、1982年。ドイツ映画賞 (Deutscher Filmpreis) で銀賞を受賞。
- パーシー・アドロン (Percy Adlon) 監督『最後の五日間』(Fünf letzte Tage)、1982年。
- マルク・ローテムント 監督『白バラの祈り ゾフィー・ショル、最期の日々』、2005年。ベルリン国際映画祭で銀熊賞を受賞。

## 白いバラをモデル、モチーフにした作品
- TEAM D.O.C『花と狼の帝国』白泉社（絶版）
- 舞台　劇団室生春カンパニー『林檎城の円窓』作・室生春（2004年、2009年他、上演）

### リソースサイト
- The White Rose - Die Weisse Rose（英語）
- White Rose International（英語）
- Weiße Rose Stiftung e.V.（ドイツ語。ミュンヘン大学、白バラ記念館）
- White Rose links（英語。ドイツ語のリンク先あり）

### 映画
- Internet Movie Database (IMDb): Die Weiße Rose（英語）
- Internet Movie Database (IMDb): Sophie Scholl - Die letzten Tage（英語）